# Cheilosia subpictipennis
Cheilosia subpictipennis es una especie de sírfido. Se distribuyen por el paleártico en Eurasia.